# F. Nagy Erika
F. Nagy Erika (1976. április 29. –) magyar színművész, szinkronszínész.

## Színházi szerepei
- Jókai Mór–Böhm György~Korcsmáros György: A kőszívű ember fiai (Cseléd; Nemzeti Színház, bemutató: 1998. március 27.)
- Szabó Magda: Régimódi történet (Anett, szobalány; Nemzeti Színház, bemutató: 1999. január 29.)

## Szinkronszerepei

### Filmek
| Cím                                    | Szereplő                          | Színész         |
| -------------------------------------- | --------------------------------- | --------------- |
| Az utolsó gyémántrablás                | kiállítás idegenvezetője          | Gillian Vigman  |
| Betépve                                | Kristina Jung                     | Jaime King      |
| Bleach: A gyémántpor lázadás           | Szoifon                           | Kavakami Tomoko |
| Egy kutya négy útja                    | Gloria Mitchell                   | Betty Gilpin    |
| Final Fantasy – A harc szelleme        |                                   |                 |
| Hamupipőke 2. – Az álmok valóra válnak | Hamupipőke                        |                 |
| Hamupipőke 3. – Elvarázsolt múlt       | Hamupipőke                        |                 |
| A hattyúk tava                         | Odette hercegnő (2. szereposztás) | Takesita Keiko  |
| Horton                                 | Sally O`Malley                    | Amy Poehler     |
| L’ecsó                                 | Colette Tatou                     |                 |
| MadagaszKarácsony                      | Cupida a rénszarvas               |                 |
| Nagyon vadon 2.                        | Charlene                          |                 |
| Pokémon 6: Kívánj valamit!             | Diane                             |                 |
| Straspeed az őrült világban            | Alfastar                          |                 |
| Szerelem a végzeten                    | fodrásznő                         | Brenda Logan    |
| Szörnyek az űrlények ellen             | női számítógép                    |                 |
| Tapsi Hapsi – Az 1001 nyúl meséje      | Aranyhajú                         |                 |
| Tarzan                                 |                                   |                 |
| Toy Story – Játékháború 2.             |                                   |                 |
| Volt egyszer egy studio                | Hamupipoke                        | Jennifer Hale   |

### Sorozatok
| Cím                            | Szereplő                      | Színész                            |
| ------------------------------ | ----------------------------- | ---------------------------------- |
| Obi-Wan Kenobi                 | Beru Lars                     | Bonnie Piesse                      |
| Arthur                         | Muffy Crosswire               |                                    |
| Bűvölet                        | Paola Duprè                   | Vanessa Gravina (1. szereposztás)  |
| B, a szuperméh                 |                               |                                    |
| Bleach                         | Szoifon                       | Kavakami Tomoko, Kuvasima Hóko     |
| Bleach: Elveszett emlékek      | Szoifon                       | Kavakami Tomoko                    |
| Csajkommandó                   | Foxy Fox                      |                                    |
| Csajok                         | Lynn Searcy                   | Persia White                       |
| Dragon Ball GT                 | C18                           | Itó Miki                           |
| Futballista feleségek          | Liberty Baker                 | Phina Oruche                       |
| Gyilkos elmék                  | Emily Prentiss                | Paget Brewster                     |
| Fifi virágoskertje             | Kankalin                      |                                    |
| Futurama                       | Turanga Leela (3. évadtól)    |                                    |
| Harisnyás Pippi                | Pippi Longstocking            | Melissa Altro                      |
| Az igazság harcosai            | Brianna                       | Constance Zimmer                   |
| Paloma                         | Tamara                        | Jessica Coch                       |
| Kilari                         | Hoszakava                     |                                    |
| Kukucska kalandjai             | Iszako                        |                                    |
| Lovespring ügynökség           | Tiffany Riley Clark           | Jennifer Elise Cox                 |
| A mesemondó                    | kiskacsa                      |                                    |
| Mickey egér klubja             | Hamupipőke                    |                                    |
| Miss BG                        | Miss BG Baxter                | Annah Endicott Douglas             |
| Naruto                         | Haruna / Sun                  |                                    |
| Nash Bridges- trükkös hekus    | Cassidy Bridges               | Jodi Lyn O'Keefe (2. szereposztás) |
| Az osztály                     | Kat Warbler                   | Lizzy Caplan                       |
| A palota ékköve                | Pak Mjongi                    | Kim Hjeszon                        |
| Robotzsaru                     | Detective Lisa Madigan        | Yvette Nipar (2. szereposztás)     |
| Rupert maci varázslatos világa | Fredda                        |                                    |
| A Silla királyság ékköve       | Misil pecsétőrző              | Ko Hjondzsong, Kim Judzsin         |
| Slayers – A kis boszorkány     | Sylphiel Nels Lahda (1. hang) | Tóma Jumi                          |
| Titokzatos Násztya             | Polina                        | Anna Gorshkova                     |
| A korona hercege               | Jongszan királyné             | Kim Jodzsin                        |